# Георги Синадин Астра
Георги Синадин Астра (на средногръцки: Γεώργιος Συναδηνός Ἀστρᾶς) е византийски аристократ, военачалник и администратор от XIV век.

## Биография
В 1354 година като велик стратопедарх на Георги Синадин Астра е поверено обновяването на катедралата „Света София“ в Константинопол. В 1355 година той е назначен за управител на тракийския град Енос и остава на поста до около 1357 година. В 1360 – 1364 година той е управител на остров Лемнос, а след това на Солун до смъртта си от чумата някъде преди август 1368 година.
Георги Синадин Астра има имения на Лемнос, някои от които са наследени от сина му Михаил Синадин Астра († 1400), а други са дарени на светогорските манастири Великата Лавра, Ватопед и Дионисиат. Той е сроден чрез брак с император Йоан V Палеолог и е приятел и кореспондент на учения Димитър Кидон.